# رضوان المصمودي
رضوان المصمودي ولد في 31 أغسطس 1963 في صفاقس، هو مهندس ومؤثر ضغط وسياسي تونسي ينتمي لحركة النهضة ومؤسس ورئيس مركز دراسة الإسلام والديمقراطية منذ 1999.

## السيرة الذاتية
ولد رضوان المصمودي لعائلة محافظة من مدينة صفاقس، ووالده كان ضابطا في الجيش الوطني التونسي. بعد تحصلة على الباكالوريا من المعهد التقني بأريانة في 1981، نال المصمودي منحة دراسية للدراسة في الولايات المتحدة. في 1992، تحصل على شهادة الدكتوراه في الميكانيكا والروبوتية من معهد ماساتشوستس للتكنولوجيا. 

منع من دخول تونس بسبب نشاطه مع حركة النهضة ذات التوجه الإسلامي، وبقي منفيا في الولايات المتحدة، أين أسس مركز دراسة الإسلام والديمقراطية في واشنطن سنة 1999. 

## الحياة الخاصة
رضوان المصمودي متزوج وأب لولدين وبنتين.